# 伏見街道
伏見街道（ふしみかいどう）は、京（京都）の五条と伏見とを結ぶ街道。

## 概要
京都の五条通（京都市東山区）を北の始点とし、鴨川東岸を南下して、伏見（京都市伏見区）の京町通につながる街道である。豊臣秀吉によって開かれたといわれる。江戸時代から、京と港湾都市伏見とをつなぐ通運の道として、そして周辺名所を巡る観光の道として賑わった。また伏見から深草藤森神社までは西国大名の参勤交代の道ともなった（「大津街道」参照）。
現在では都市間交通の役割を約1km西に並行する竹田街道などに譲って、地域の生活道路となっており、北側にある東山区あたりでは、本町通（ほんまちどおり）、南側にある伏見区深草あたりでは直違橋通（すじかいばしどおり）と呼ばれる。また「伏水街道」とも表記される。
また、鴨川運河（琵琶湖疏水）と京阪本線が並行して走る。

## 歴史
豊臣秀吉が、関白を辞し伏見に居を移すにあたって、天正年間あるいは文禄年間に京と伏見を結ぶ道として開いたといわれている。その北端には方広寺大仏（京の大仏）が、南端には伏見城があった。
江戸時代の伏見は交通の要衝であり、京と伏見の間の物資の運搬路として、この伏見街道に並行して、陸路の竹田街道や、水路の高瀬川水運が開かれた。しかし、当時の旅の中心は徒歩であり、稲荷神社（現在の伏見稲荷大社）をはじめ沿道に名所が多いこの道は、観光の道として旅人の往来が多く、沿道には京から伏見に掛けて家屋が連担し、にぎわいを見せた。
近代に入り、伏見街道に並行して荷役を担う鴨川運河（琵琶湖疏水）が開削され、さらに疏水によって発電された電力で日本初の路面電車（京都電気鉄道伏見線）が竹田街道に沿って京都と伏見を結ぶなど鉄道が整備された。
また、車両中心の道路交通としてのメインストリートとしての役割は、現在の国道24号・竹田街道、師団街道や国道1号が担うことになり、主要な交通路としての役目を終えた。
しかし、現在でもなお地域の生活道路として重要な街路であり、道幅が狭くほぼ全区間で二輪車を除いて北向き一方通行であるが車両の交通量も多い。また、家屋の更新により新しい建物も多いが、古くからある町屋も散見され、街道として栄えた面影を残している。沿道には東福寺、伏見稲荷、藤森神社など由緒ある古社寺が並び、特に伏見稲荷の行事（初詣、初午など）の際には伏見区深草藤森以北で進入規制が行われる。

## 道のり
鴨川に架かる五条大橋東詰から三筋目が北の起点である。
そこから鴨川東岸、東山の山麓を南下して、東福寺、伏見稲荷大社の前を通り、墨染の交差点で墨染通を西に進む。墨染寺の角で再び南に折れ、撞木町の前を通り、国道24号を交差し京町通につながる。
全長およそ6kmである。
深草稲荷御前町～第一軍道間は京都府道201号中山稲荷線、
西桝屋町～国道24号間は滋賀県道・京都府道35号大津淀線である。
伏見街道の道のりは、墨染の交差点で西に折れるが、直違橋通はそのまま南下し、津知橋通で国道24号と合流する。

## 街道の別名
京と伏見を結ぶ伏見街道は、以下の別名を持つ。
京街道
京へ向かう街道であることから。京道とも。「京街道」は、京へ向かう街道の総称であり、特に大坂から守口を経て淀川左岸を淀へ進み京へ至る道（→「京街道 (大坂街道)」）を指すことが多い。淀からの経路は桂川左岸堤防を進み、鳥羽から「鳥羽の造り道」を北上する鳥羽街道や、淀堤を経て竹田街道や伏見街道を経る経路などがある。なお、江戸時代の伏見側から記された記録では、伏見街道を京街道と呼ぶ例も多い。
京大仏街道
京の大仏のそばへ至る道であることから。
本街道
京と伏見を結ぶメインストリートであることから。
本町通
現在、市民の間でもっとも一般的な呼称。沿道に「本町‥丁目」という町内が並ぶ。本町街道とも。
直違橋通
伏見区深草辺での呼称。七瀬川が蛇行しているために掛けられた橋（四ノ橋＝伏水街道第四橋）が斜めに架けられる格好となり、「すじかいばし」と呼ばれたことから。
大和街道
豊臣秀吉は、伏見に移るにあたり、巨椋池に新しい堤（小倉堤）を作り、新しく伏見と奈良の間に新道を開いた。この新道をこの時から大和街道と称することとなり、後年、伏見以北のこの伏見街道にあたる部分も大和街道と呼ばれた。江戸時代に京と伏見を結ぶ竹田街道が開かれ、明治に入るとこの竹田街道が大和街道とも呼ばれるようになった。

## 大和大路・法性寺大路
伏見街道の成立以前に中世の鴨川東岸を南に進む道としては、「大和大路」と「法性寺大路」があった。
大和大路は、平安京と旧都奈良をつなぐ道として作られたと考えられ、その経路は、三十三間堂西に沿って南下して法性寺寺中、伏見稲荷大社境内（平安時代には現在地になかった）を横断、墨染付近から伏見山塊を越えて六地蔵付近に抜け、ここで大津方面から来た古北陸道（旧東山道 ）と合流し、巨椋池湖畔（宇治川右岸）を宇治へ、さらに奈良へと通じていた。
法性寺大路は、平安時代に鴨川東岸に広く勢力を有していた法性寺（現東福寺付近にあった）に因むもので、法性寺路または法性寺大路、法性寺大道と呼ばれた。法性寺大路は正確な位置が「九条御領辺図」（『九条家文書』）に、紀伊郡拝志里から渡瀬里の西辺付近を南北に直進する道として描かれ、「京極以東ヘ二十丈出テ法性寺大道ノ西ノ境目ニ極ル」と注記されている。
法性寺大路と大和大路は、同一のものとみなされることもあるが、大和大路は、鎌倉時代の文書を基に、法性寺大路より東側に位置する別の南北路であることが示される。

### 大和大路・法性寺大路と伏見街道
法性寺大路・大和大路と伏見街道との関係について、法性寺大路がのちの伏見街道であるという説もあるが、紀伊郡の復元条里によれば法性寺大路は現在の伏見街道と近接しながらも、若干西側のルートを取っているとする。また、史料に見える大和大路の条里上の位置が伏見街道と重なることから、伏見街道は秀吉が新たに開いた道ではなく、従来あった大和大路を再整備して伏見まで導いたものとの主張がある。
一方、江戸時代の地誌『山城名跡巡行志』は、伏見街道の一町東側に、かつての大和大路が三条河東の堤、建仁寺の門前、大仏楼門の前、泉涌寺馬場先、東福寺中の路、稲荷楼門の前、宝塔寺の池の端、極楽寺村を通る道として残っていると記しており、かつての大和大路と伏見街道（本町通）を別経路としている。この説を支持する根拠として、沿道に嘉祥寺、貞観寺、道澄寺、極楽寺など大寺の伝承地が並ぶことも挙げられる。大和大路が古来現在の伏見街道と同じものでかつ法性寺大路はその西に開かれたと捉える考え方と、大和大路は元々東の山裾にあってその西側に法性寺大路が開かれてこれが後に伏見街道また一名大和大路となったという考え方の二説が存在することになる。

## 分岐する主な街道
- 渋谷街道
- 滑石越
- 大岩街道・大津街道

## 特徴

### 4つの橋

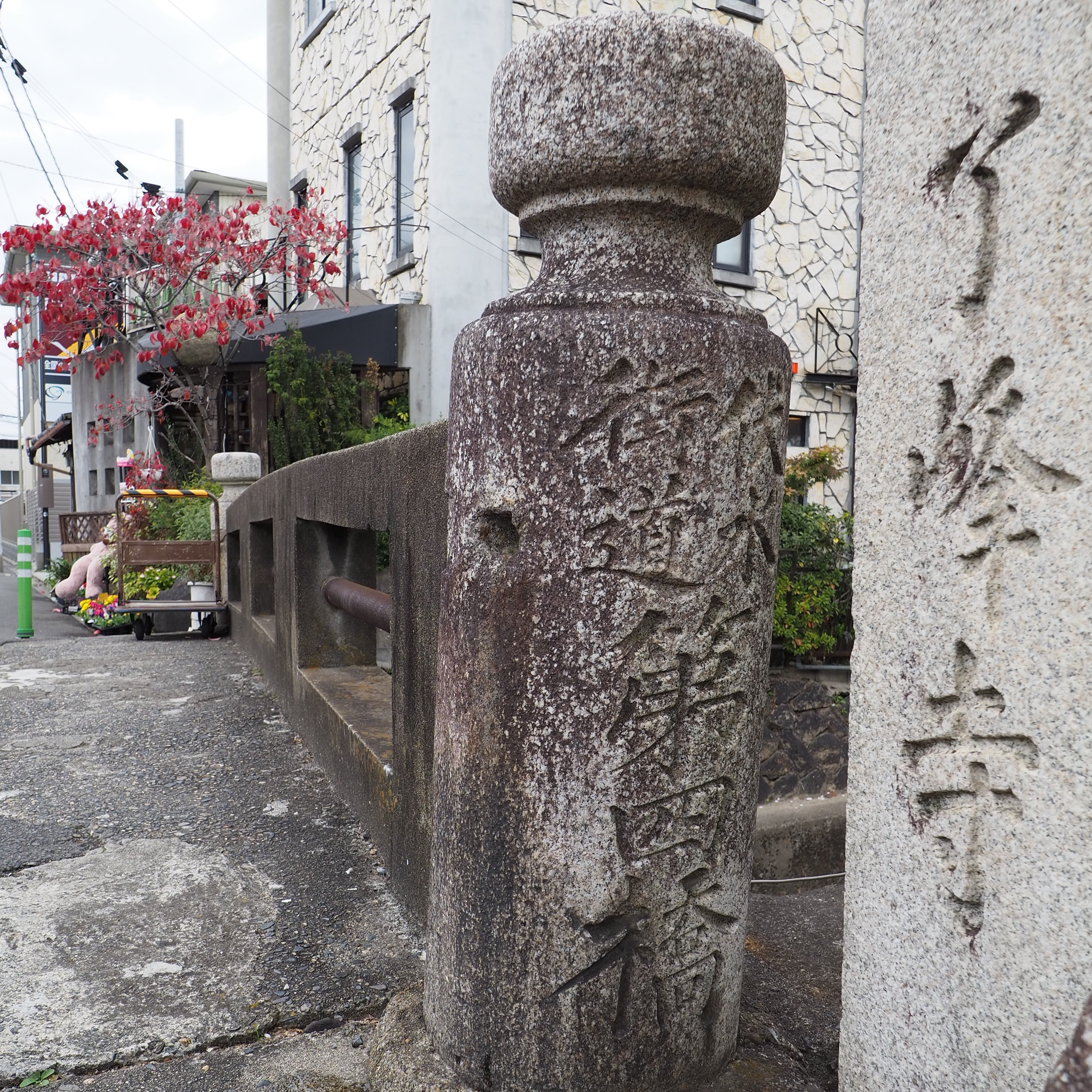
伏見街道（伏水街道）第四橋の親柱

東山の山麓から流れる川に対して、4本の橋が架けられ、それぞれ北から一ノ橋、二ノ橋、三ノ橋、四ノ橋といわれた。一ノ橋は山城国愛宕郡と紀伊郡の境目に当たり、その名は古く平家物語などにも見える。明治6年（1873年）架橋の三ノ橋（「伏水街道第三橋」）（東山区本町）と四ノ橋（「伏水街道第四橋」）（伏見区深草・藤森）は、今なお現役で、京都市内では貴重な石造アーチ橋である。第四橋は世界でもまれな「完円形石造アーチ橋」でもある。一ノ橋、二ノ橋は川が暗渠化されたため撤去されたが、古写真ではこれらも石造アーチ橋であったことが分かる。一ノ橋の親柱と欄干が元一橋小学校の校庭に、二ノ橋の親柱が九条高架橋の下に残されている。
四ノ橋は、下に流れている七瀬川が蛇行して流れていたため流れに対し斜めに架けられる形となったことから直違橋とも呼ばれ、通りの名の由来にもなっている。一ノ橋から三ノ橋は比較的近接（東山区内）しているが、四ノ橋は南の方（伏見区内）に離れている。

### 街道に沿った町割
東山区内では、五条から南に向かって、本町一丁目から本町二十二丁目までナンバリングされた町通りが道路の両側に形成されている。（本町五丁目の北に本町新五丁目、本町六丁目の北に本町新六丁目があり、全部で24町。）
また、伏見区深草では、直違橋の南側に深草直違橋南一丁目、北側に深草直違橋北一丁目があり、深草直違橋北一丁目の北に、北に向かって深草直違橋二丁目から深草直違橋十一丁目までナンバリングされた町通りが道路の両側に形成されている。

### 京と伏見とを結ぶ路
京都中心部から南下して、伏見中心部とを結ぶ道路、水路、鉄道は以下のものがある。京都側では伏見街道がこれらの最も東側に位置している。
- 伏見街道（本町通・直違橋通）
- JR奈良線
- 京阪電鉄京阪本線
- 琵琶湖疏水（鴨川運河）
- 川端通・師団街道
- 高瀬川
- 竹田街道・国道24号
  - かつては、路面電車（京都電気鉄道→京都市電伏見線）が走った。
- 京都市営地下鉄烏丸線・近鉄京都線

## 沿道の主な施設
- 京阪本線 - 清水五条駅、七条駅、東福寺駅、鳥羽街道駅、伏見稲荷駅、龍谷大前深草駅、藤森駅、墨染駅
- 奈良線 - 東福寺駅、稲荷駅
- 京都市立一橋小学校、月輪小学校、稲荷小学校、深草小学校、藤森小学校
- 京都本町郵便局、京都鳥羽道郵便局
- 宝樹寺
- 瀧尾神社
- 東福寺
- 法性寺
- 田中神社
- 伏見稲荷大社
- 聖母学院本館
- 藤森神社
- 墨染寺
- 撞木町
- 墨染発電所・琵琶湖疏水伏見インクライン跡